# ハインツ・ウルツハイマー
ハインツ・ウルツハイマー (Heinz Ulzheimer、1925年12月27日 - 2016年12月18日)は、旧西ドイツの陸上競技選手。1952年ヘルシンキオリンピックの銅メダリストである。ヘッセン州フランクフルト＝ヘーヒスト出身。

## 経歴
ウルツハイマーは、ヘルシンキ大会では800m走と4×400mリレーに出場。800mは1分49秒7のタイムで、アメリカのマルビン・ホイットフィールド、ジャマイカのアーサー・ウィントに次いで銅メダルを獲得。彼の獲得したメダルはドイツにとって第二次世界大戦後初となるメダルとなった。4×400mリレーでは、ハンス・ガイスター、ギュンター・シュタインズ、カール＝フリードリッヒ・ハースとともに銅メダルを獲得した。